# جانگ هیوک جین
جانگ هیوک جین (کره‌ای: 장혁진؛ زادهٔ ۱۶ اوت ۱۹۷۱) بازیگر اهل کره جنوبی است. از آثاری که در آنها ایفای نقش کرده‌است می‌توان به میسنگ: زندگی ناتمام، سیگنال، ذهن زیبا و بیدار اشاره کرد.